# The Union
The Union è un album nato dalla collaborazione tra Sir Elton John e Leon Russell, pubblicato il 19 ottobre 2010 negli Stati Uniti e il 25 ottobre dello stesso anno in Europa; costituisce il quarantasettesimo album (il trentunesimo in studio) del musicista britannico ed il trentottesimo (il trentacinquesimo in studio) del cantautore dell'Oklahoma.

## Genesi
Il progetto costituisce una novità nella discografia di Elton John, in quanto egli non aveva mai pubblicato in precedenza un disco di brani inediti in collaborazione con un altro artista.
Tutto nasce nel corso di un safari africano organizzato dalla rockstar e dallo storico partner David Furnish nel 2009 (precisamente nel mese di gennaio). Quest'ultimo aveva inserito nel proprio iPod la raccolta Retrospective (1997) di Leon Russell; Elton, accortosene, aveva iniziato ad ascoltare l'album (compreso il brano Back to the Island) quando improvvisamente prorompe in lacrime, tornando idealmente agli inizi della sua carriera e al suo concerto di debutto in America, il primo di una serie di show al Troubadour Club di Los Angeles.

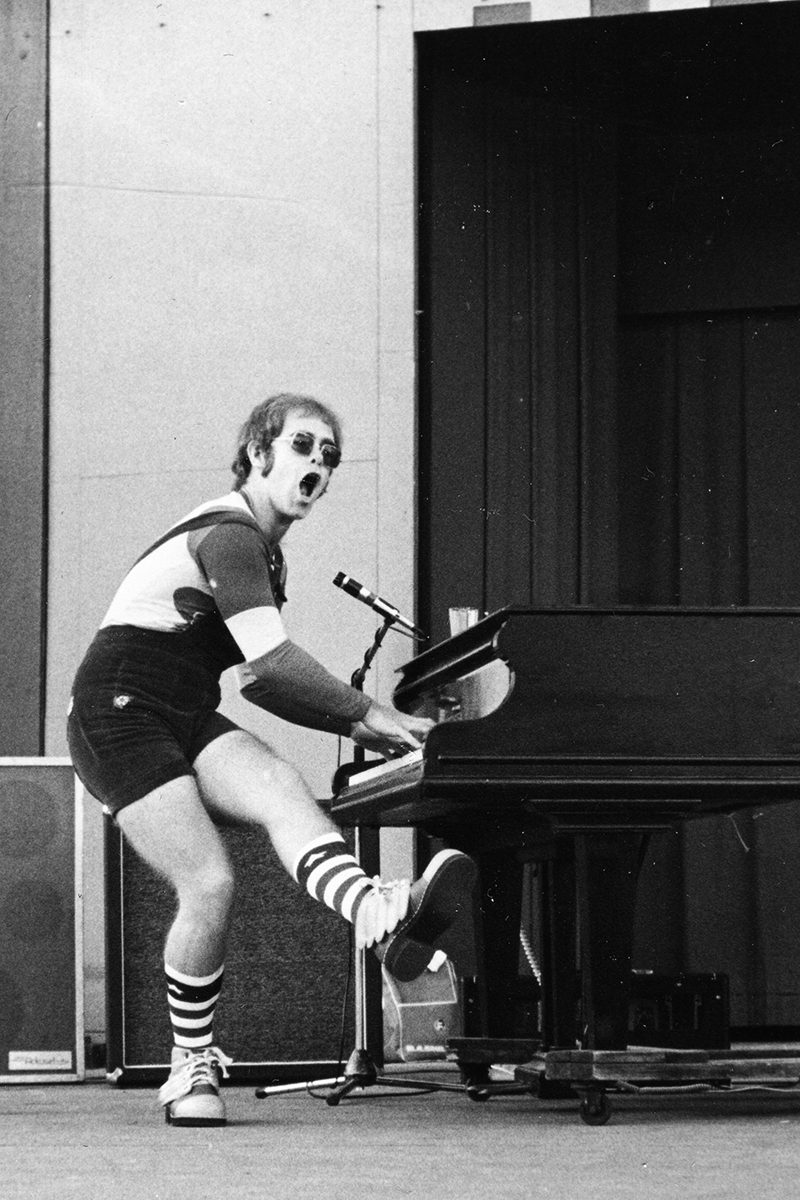
L'Elton John di Tumbleweed Connection e Madman Across the Water in concerto, nel 1971

Tra il pubblico di quegli spettacoli c'era anche Russell, uno dei più grandi idoli dell'allora sconosciuto Reginald Dwight ("Non sottolineerò mai abbastanza quanto sia importante l'influenza di Leon Russell sulla musica di Elton John e Bernie Taupin. Nel 1970, quando siamo andati in America e ho suonato al Troubadour, eravamo ossessionati dalla musica di Leon, e lo guardavamo come una sorta di dio musicale. Nel secondo concerto al Troubadour Club di Los Angeles lui era lì in prima fila, ma per fortuna non me ne sono accorto fin quasi alla fine dello spettacolo, altrimenti sarei diventato nervoso", afferma Elton secondo quarto riportato sul suo sito ufficiale; anche nel 2008 John aveva confermato l'importanza che attribuiva al cantautore americano, stavolta nel corso di una trasmissione televisiva).
A quell'epoca Leon era al top della propria carriera, dopo aver militato nella Wrecking Crew (il gruppo che accompagnava in studio Phil Spector), scoperto Joe Cocker (scrivendo per lui il brano Delta Lady e accompagnandolo nel corso del Mad Dogs & Englishmen tour) e suonato con artisti del calibro dei Beach Boys, dei Byrds e di Herb Alpert; in più, era ammirato da Frank Sinatra, Bob Dylan e George Harrison (e nel 1971 parteciperà allo storico concerto di beneficenza per il Bangladesh, organizzato dall'ex-Beatle). Nell'estate del 1970, Leon si era incontrato per la prima volta con l'esordiente Elton e aveva avuto modo di studiarlo ("Era così dinamico che pensai che la mia carriera fosse finita", ricorda Russell); da allora, i due non avevano più avuto modo di vedersi e, mentre John veniva consacrato come una delle più grandi superstar del panorama musicale internazionale, la popolarità di Russell andava incredibilmente scemando (per quanto rimanesse un artista di culto tra gli esperti del settore), tanto da farlo cadere nell'anonimato presso il grande pubblico e da costringerlo addirittura a guidare personalmente il bus con il quale portare la propria band a suonare in piccoli e sconosciuti locali del profondo Ovest americano.
Elton decide quindi di intercettare telefonicamente il vecchio mentore per assicurargli una condizione economica accettabile e una nuova, meritata visibilità (dopo ben 37 anni).

## Il concept
La rockstar, dopo aver contattato il produttore premio Oscar T-Bone Burnett grazie al proprio manager John Barbis, convince Leon a far parte dell'ambizioso progetto di un album collaborativo, sulla falsariga del disco Raising Sand di Robert Plant e Alison Krauss, sempre prodotto da Burnett (solo che in quest'ultimo caso le tracce dell'album si rivelavano essere delle cover in chiave folk rock di canzoni già esistenti e non brani inediti composti in collaborazione). Il prodotto finale si sarebbe configurato come un lavoro tendenzialmente gospel, ma intriso di soul, rock, country, R&B; generi spesso rivisitati nella discografia della rockstar britannica (basti pensare a Tumbleweed Connection, ritenuto dai più uno dei sommi capolavori del pianista di Pinner), anche se mai in maniera così radicale; le poche ballate di stampo eltoniano, inoltre, avrebbero rappresentato un'ulteriore evoluzione del disco in senso spiritualistico, sempre comunque in completa armonia con l'anima del prodotto. 

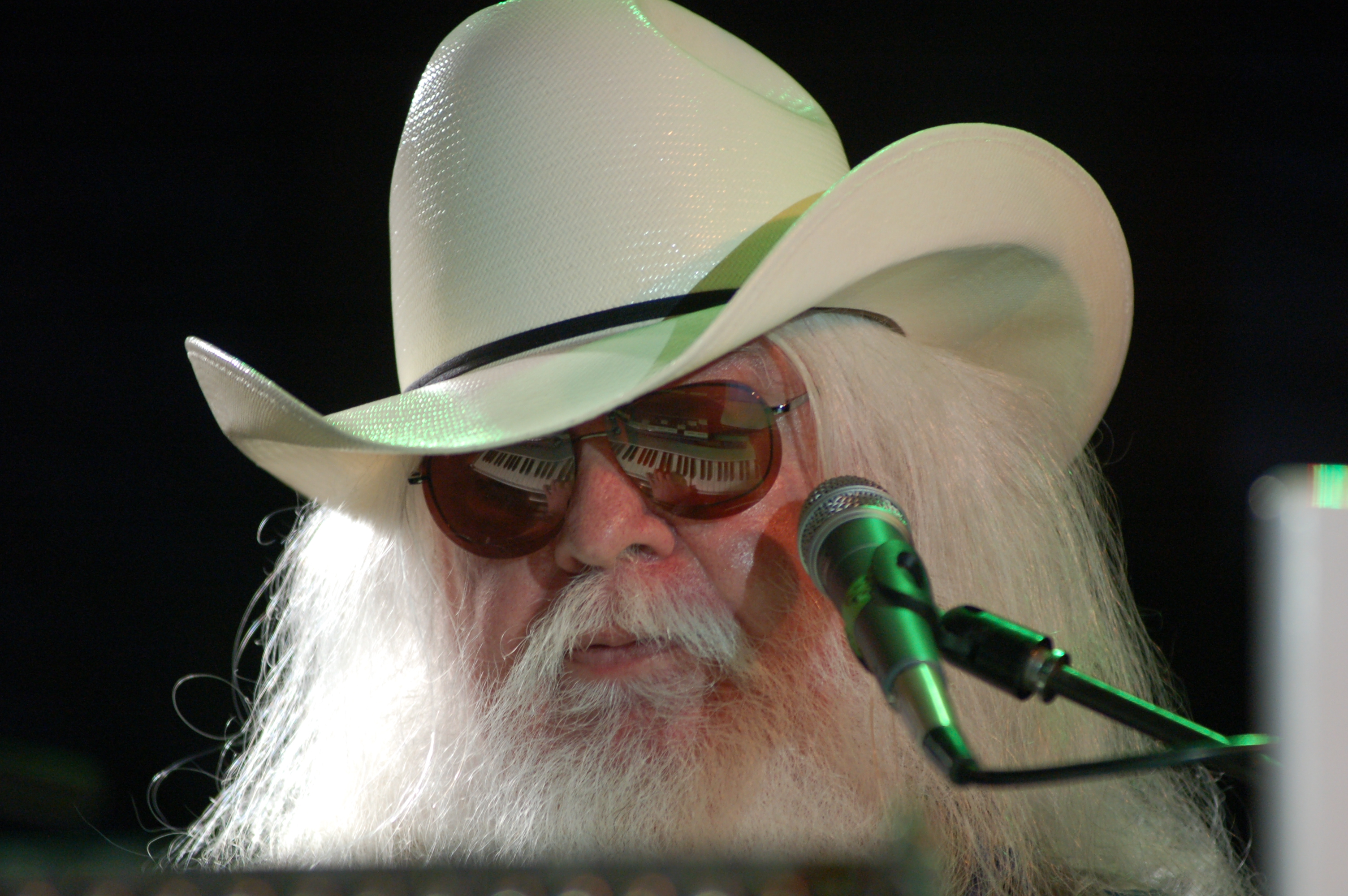
Leon Russell in concerto

 Praticamente, si ha come l'impressione che l'album contenga un unico filo conduttore incentrato sul profondo e incontaminato Selvaggio Ovest americano, configurandosi dunque come una sorta di omaggio ad un Paese quasi del tutto scomparso. L'apporto di Leon Russell (la figura centrale di tutto il progetto) si sarebbe rivelato determinante nella riuscita di quest'obiettivo.
La copertina del disco, coerentemente con la concettualità del tutto, sarebbe consistita in una foto di Annie Leibovitz e avrebbe presentato Elton e Leon seduti a due pianoforti (John su uno sgabello professionale, in veste di allievo, e Russell su uno di legno, in veste di maestro) in un'ariosa stanza, sobria, ma evocativa.

## Registrazione
Nell'ultima parte del 2009, Billy Joel cancella per uno sconosciuto malessere alcune date del Face to Face Tour in coppia con Elton; questo permette a John, appena ripresosi da un'infezione, di recarsi in California (precisamente agli studi del Village Recorder, a Los Angeles) insieme a Leon, T-Bone e lo storico paroliere Bernie Taupin (quest'ultimo aveva già scritto alcuni testi): secondo quanto racconta la rockstar britannica, si rompe davvero il ghiaccio quando Burnett mostra al gruppo un video di Mahalia Jackson alle prese con Didn't It Rain al Newport Jazz Festival. A quel punto, il pianista di Pinner si siede al pianoforte e inizia a comporre il brano A Dream Come True, subito seguito da Russell (durante le sessioni di registrazione, Elton avrebbe chiamato Leon "The Master"; quest'ultimo avrebbe affettuosamente risposto denominandolo "The Governor"): in questo modo, si viene a creare un'ottima intesa che avrebbe dato presto i suoi frutti. Infatti, in quattro giorni, vengono composti dieci brani, tra i quali l'inedito I Should Have Sent Roses, ballata pop rock accreditata a Leon e Bernie; le sessioni di registrazione vere e proprie vengono poi programmate per gennaio.

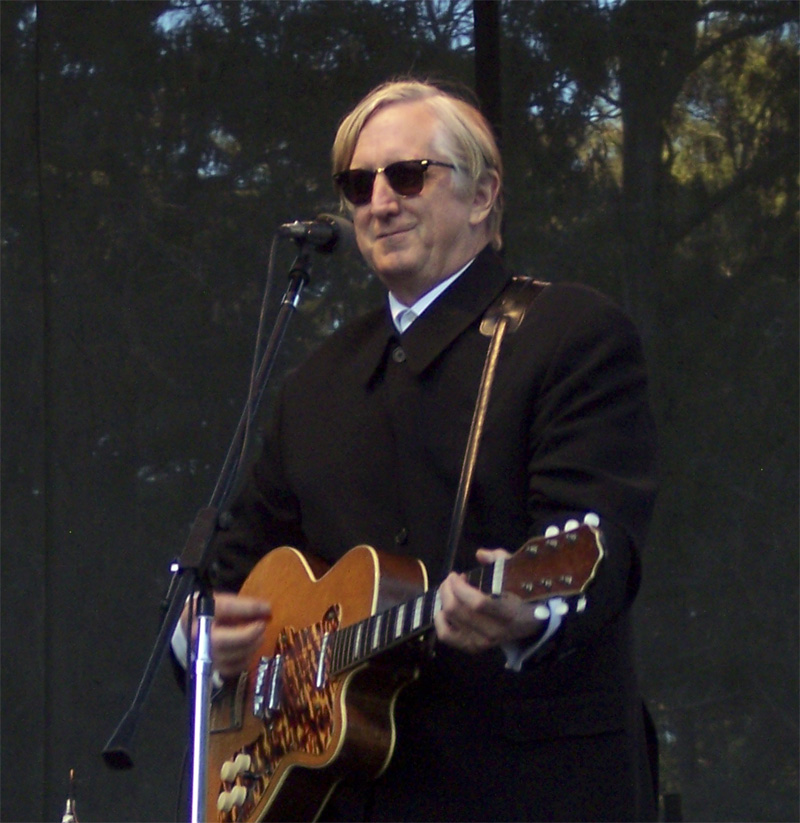
Il produttore T-Bone Burnett

Una settimana prima della prevista registrazione del disco, Russell si sottopone a una delicata operazione al cervello (durata quasi sei ore), che lo debilita fortemente. Ciò nonostante, prosegue il proprio lavoro con stoicità e determinazione; il regista Cameron Crowe (autore di film quali Vanilla Sky, Elizabethtown e Almost Famous) riprende tutte le sessioni di registrazione (caso unico nella discografia eltoniana e russelliana), compreso il momento in cui Leon presenta ad Elton e ai membri della compagnia il proprio brano The Hands of Angels (un'evocativa ballata dedicata alla rockstar britannica e al manager Barbis come ringraziamento per avergli salvato la vita), facendoli commuovere.

Occorre porre l'attenzione sui musicisti che hanno fornito il proprio apporto al progetto (infatti, per la prima volta dai tempi di Victim of Love, nel disco non appare alcun membro della Elton John Band), spesso fedelissimi del produttore Burnett: si citano, tra gli altri, il chitarrista Marc Ribot, Russ Paul e Robert Randolph (alla chitarra pedal steel), Dennis Crouch (al contrabbasso), il batterista Jim Keltner, il percussionista Jay Bellerose, il mandolinista Mike Compton, l'organista Booker T. Jones (al B3) e il tastierista Keefus Ciancia. È inoltre presente una sezione fiati di alto livello, formata dai sassofonisti Joe Sublett, Tom Peterson e Jim GasPipe Thompson, dal trombettista Darrell Leonard e da Ira Nepus (al trombone), George Bohanon (al trombone e al corno), William Roper (alla tuba) e Maurice Spears (al trombone). 

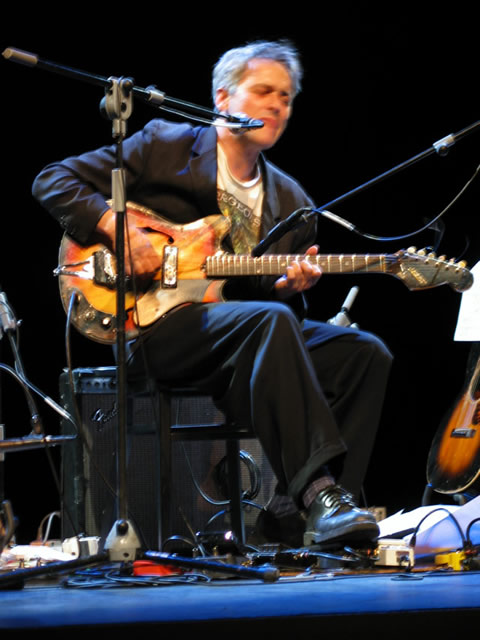
Marc Ribot

 Una session di coristi (tra cui Judith Hill, che avrebbe dovuto accompagnare Michael Jackson nel suo ultimo tour, e i due membri dei Chicago Jason Scheff e Lou Pardini) avrebbe aggiunto le coloriture necessarie al prodotto, contribuendo a renderlo di fatto l'erede dei dischi eltoniani prodotti tra il 1969 e il 1971 (fino all'LP Madman Across the Water), scevro da qualsivoglia effetto elettronico (tendenza produttiva già espressa da Songs from the West Coast in poi, ma radicalizzata e autenticata definitivamente da T-Bone: egli, infatti, dona uno stampo old-fashioned e rustico ai 16 brani che vengono registrati durante le session; in più, partecipa alla composizione delle tracce Jimmie Rodgers' Dream e There's No Tomorrow e suona la chitarra elettrica in qualche pezzo). L'album contiene anche due prestigiose collaborazioni: infatti, il cantautore canadese Neil Young canta la seconda strofa della ballata rock Gone to Shiloh (drammatico pezzo concernente la Guerra di secessione americana e la battaglia di Shiloh, sulla falsariga concettuale di brani come My Father's Gun, Where to Now St. Peter? e Indian Sunset), mentre Brian Wilson tesse sapienti trame corali che permeano la sinatriana When Love Is Dying. In There's No Tomorrow vi è un sample di Hymn #5, brano gospel blues dei The Mighty Cannibal pubblicato nel 1966 (si tratta di una lettera scritta da un soldato di colore mandato a combattere in Vietnam). Per quattro brani, inoltre (rispettivamente la rockeggiante Hey Ahab, When Love Is Dying e le ballate Mandalay Again e Never Too Old (to Hold Somebody)), era previsto un soffuso accompagnamento orchestrale arrangiato dall'eclettico Van Dike Parks, ma nel disco non ve n'è alcuna traccia (evidentemente, dopo la registrazione, Burnett avrà ritenuto opportuno eliminarlo per non sconfinare in un eccesso produttivo, ritenendo soddisfacente il pathos delle canzoni interessate anche senza l'apporto orchestrale).

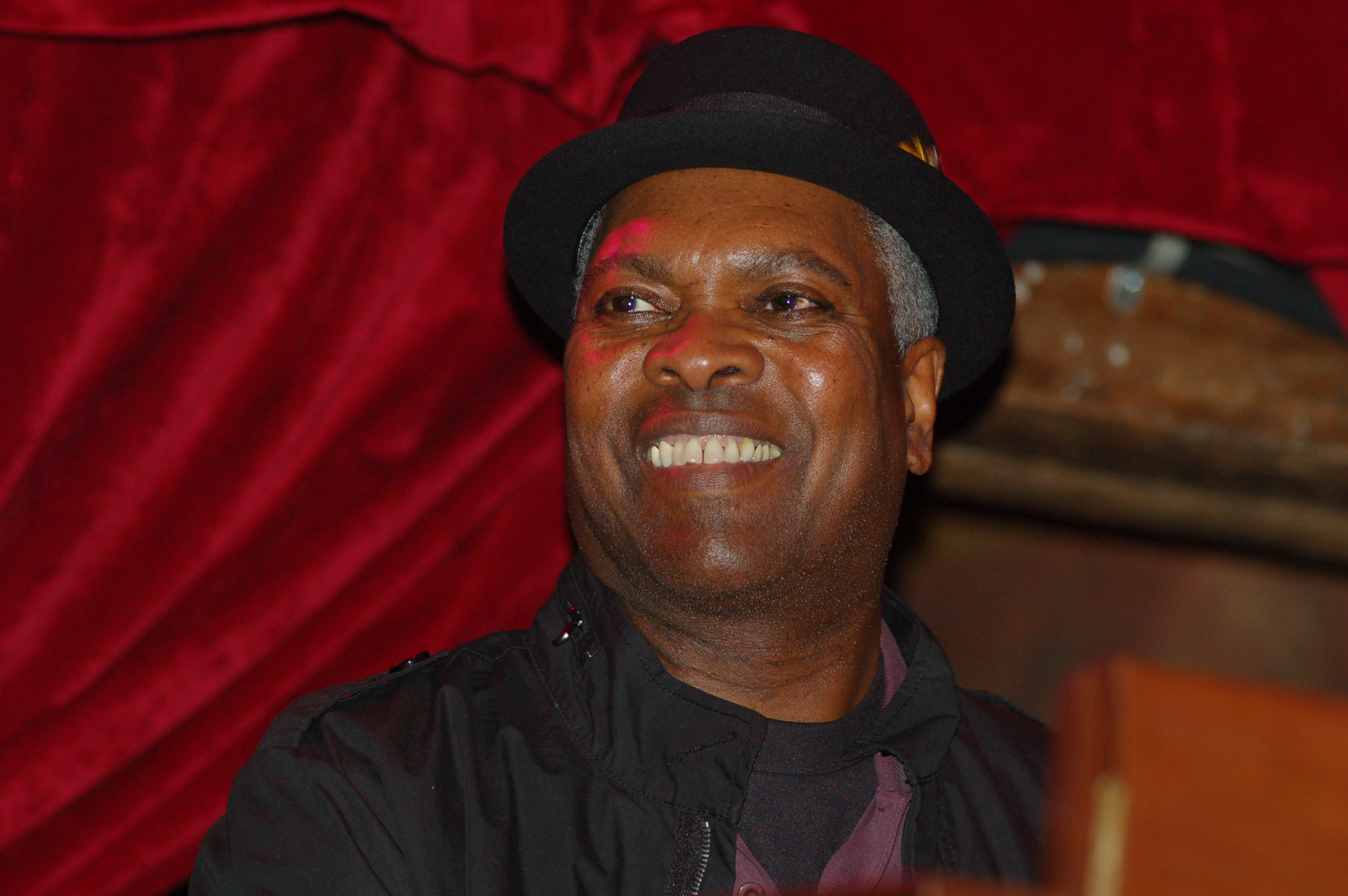
Booker T. Jones

Durante le session, Elton e Leon partecipano al MusiCares Concert in tributo a Neil Young, destando per la prima volta l'interesse dei media internazionali e colleghi: infatti, Ringo Starr, Sir Paul McCartney, Sharon Stone, Stevie Nicks, Grace Jones and LeAnn Rimes si recano agli studi di registrazione (ed è in questo frangente che Wilson decide di partecipare al progetto, in quanto Leon aveva più volte collaborato con i Beach Boys). Il tutto viene completato a ridosso del mese di marzo.
In definitiva, il disco consacra definitivamente la rinascita artistica eltoniana degli anni Duemila (intrapresa inizialmente con la colonna sonora The Road to El Dorado e affermatasi con gli album in studio Songs from the West Coast, Peachtree Road e The Captain & the Kid), qualificandosi probabilmente come il miglior album di Elton dopo il periodo d'oro degli anni Settanta, vero erede di Tumbleweed Connection e Madman Across the Water.

## Promozione
Nel mese di marzo 2010, Elton John aveva programmato con il percussionista Ray Cooper alcune date solo piano e percussioni in Sudafrica per il suo tour Under African Skies: nel corso degli show aveva eseguito in anteprima Never Too Old (to Hold Somebody), subito recensita da Rolling Stone. Un altro brano fuoriuscito delle session nel corso dell'anno è stato l'inedito I Should Have Sent Roses, composto da Leon e Bernie, mentre il 24 agosto è stata resa disponibile come singolo in download su iTunes (e per i collezionisti anche in 7") If It Wasn't for Bad, traccia d'apertura del disco composta dal solo Russell (coerentemente con lo scopo dichiarato di The Union: quello di assicurare a Leon nuova visibilità e ridargli lustro e meritato rispetto a livello internazionale). Il 17 settembre Elton tiene un concerto con Ray Cooper a Milano e presenta in anteprima mondiale Gone to Shiloh. Nel corso della leg invernale del tour con Ray, infine, la rockstar elimina dalla scaletta The Emperor's New Clothes per lasciar spazio a When Love Is Dying.

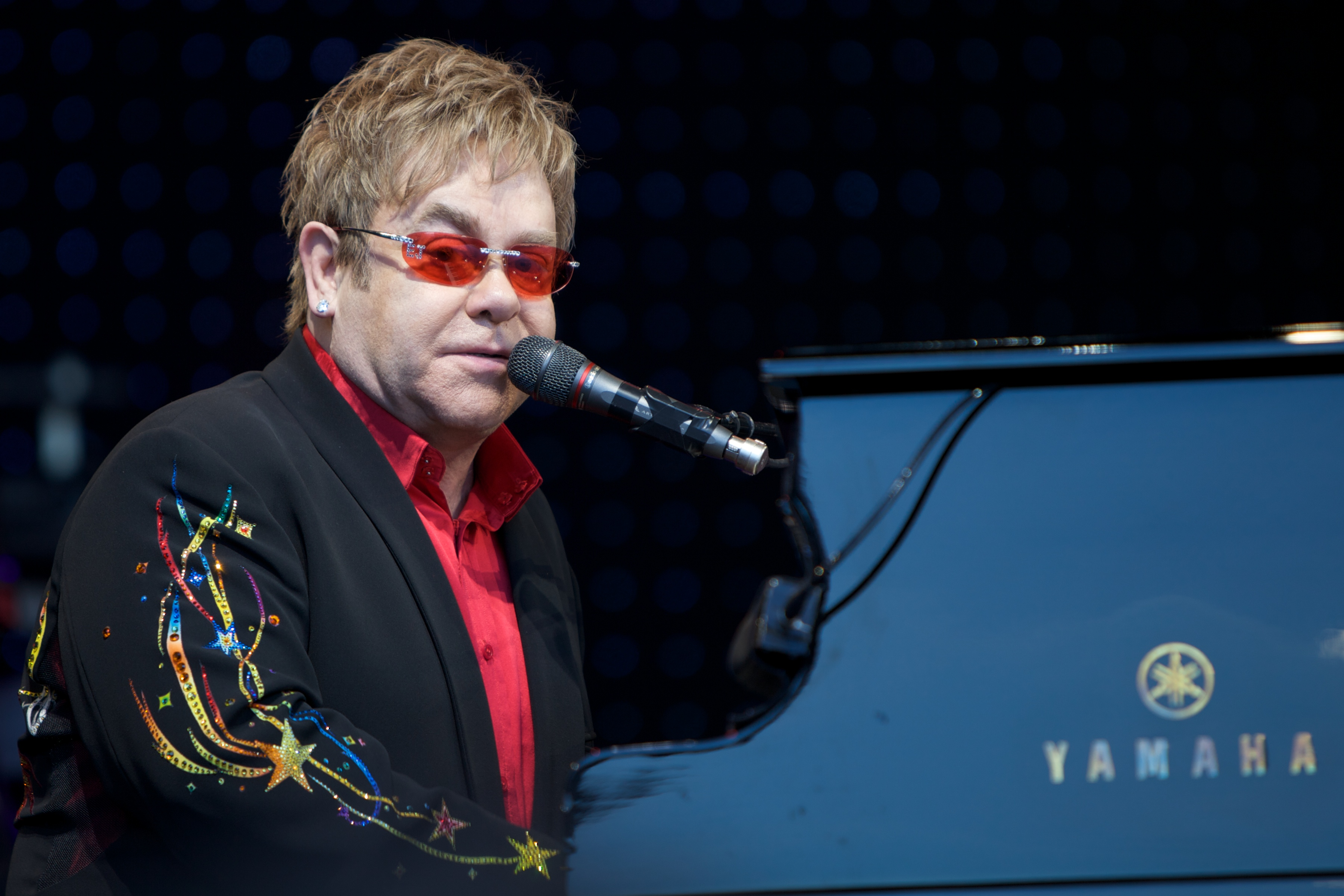
Elton John in concerto. Nel 2010 ha proposto Never Too Old e Gone to Shiloh negli spettacoli con Ray Cooper

A differenza degli album immediatamente precedenti, The Union ha potuto vantare un'ottima campagna promozionale ad opera della Universal, anche se solo negli Stati Uniti e nel Regno Unito (negli altri Paesi del mondo l'uscita del disco è passata praticamente sotto silenzio): anche le riviste musicali hanno dato ampia rilevanza al prodotto e presentavano tutte una pagina di promozione al lavoro.
Negli Stati Uniti, ad esempio, If It Wasn't for Bad era stata nella top 40 della classifica AAA (o Triple A) per 3 mesi, raggiungendo come miglior posizione il numero 25, e i due artisti avevano rilasciato una moltitudine di dichiarazioni poco tempo prima della distribuzione del disco, concedendosi a diverse interviste e partecipando a numerosi programmi radio e trasmissioni televisive; Burnett aveva messo su un particolare tipo di show itinerante (presentato a Boston il 16 ottobre) con i musicisti di The Union (The Speaking Clock Revue) che vedeva Elton e Leon sul palco in compagnia di artisti quali, ad esempio, Elvis Costello, John Mellencamp, Jeff Bridges e Karen Elson (tutti prodotti da T-Bone). Inoltre, il 19 ottobre (giorno della pubblicazione del disco negli States), Elton e Leon avevano tenuto un grandioso concerto al Beacon Theater di New York (sempre insieme ai session men dell'album) completamente incentrato sui brani di The Union (ma prevedeva comunque due set separati: Russell aveva interpretato classici come A Song for You, Delta Lady, Stranger in a Strange Land e Tight Rope, mentre Elton aveva suonato pezzi storici come Ballad of a Well-Known Gun, Levon e Burn Down the Mission, oltre ad alcuni dei suoi evergreen; il tutto era stato e filmato integralmente da Crowe e trasmesso dalla TV via cavo Fuse) e la mattina seguente avevano suonato insieme per conto della trasmissione Good Morning America (trasmessa da ABC). In più, si è avuto l'avvio di un The Union tour (comprendente però i membri della Elton John Band e quelli della formazione russelliana) negli ultimi mesi del 2010 e in programma per il 2011 (per il momento, esclusivamente negli USA). Infine, sono stati pubblicati come singoli (seppur esclusivamente radiofonici) i brani Eight Hundred Dollar Shoes (posizionatosi alla #3 nella classifica dei singoli di Rolling Stone) e Hey Ahab (di quest'ultimo esiste anche un raro CD promo).
Anche nel Regno Unito l'album ha avuto un'ottima promozione: basti pensare al fatto che ad agosto, su BBC Radio 2, sia stato trasmesso un mini-live di Russell (contenente l'anteprima mondiale di I Should Have Sent Roses). Sulla stessa emittente radiofonica, If It Wasn't for Bad e poi l'album erano stati "Record of the Week" e a settembre era stata dedicata a Leon una trasmissione in prima serata, completa di vari clip dei brani di The Union; in più, quando si è avuta la distribuzione del disco in Europa (il 25 ottobre), l'emittente aveva trasmesso il concerto londinese di Elton & Leon (con la band del disco e la presentazione live integrale di The Union) per una settimana nel corso di una trasmissione della durata di 3 ore a partire dalla prima serata. In televisione, BBC tv 1 aveva trasmesso in seconda serata un'intervista a Elton (The One Show) e la BBC tv 2 aveva dedicato alla rockstar uno special di 3 ore. Attualmente è in programma la distribuzione di When Love Is Dying e I Should Have Sent Roses rispettivamente come secondo e terzo singolo britannico.
Negli altri Paesi il disco non ha avuto alcuna promozione rilevante.

## Accoglienza della critica
The Union è stato presentato il 5 luglio alla stampa europea (precisamente all'Electric Cinema di Londra) e il 20 luglio a quella statunitense (a Santa Monica); ha subito destato l'attenzione degli addetti al settore e ricevuto in massima parte critiche molto positive, spesso entusiasmanti (era dalla metà degli anni Settanta che un album di Elton non riceveva simili elogi): basti pensare al fatto che il magazine londinese The Independent abbia assegnato al disco 5 stelle (il massimo punteggio), così come pure lo statunitense Rolling Stone (è la prima volta che la rivista statunitense assegna il massimo voto ad un disco eltoniano; in seguito, lo inserirà al terzo posto nella classifica dei migliori album dell'anno); tra l'altro, aveva già assegnato 4 stelle al singolo If It Wasn't for Bad definendolo il migliore di quel numero del magazine, e quando John aveva presentato in anteprima Never Too Old nel corso del tour Under African Skies, il brano era stato stranamente recensito come singolo con una valutazione di 3 stelle su 4). Al di qua dell'Atlantico, The Union ha ricevuto 4 stelle (su un massimo di 5) da diversi quotidiani britannici (il Daily Mirror, il Financial Times e il Guardian) e dalla rivista Uncut, mentre Clash gliene ha assegnate 8 (su un massimo di 10). Negli Stati Uniti, il Los Angeles Times ha assegnato a The Union 3 stelle (su un massimo di 4), così come il Daily News (stavolta su un massimo di 5), mentre il magazine Slant gliene ha conferite soltanto 2 (e costituisce quindi una delle pochissime recensioni globali negative). Tra i database elettronici, occorre citare AllMusic con le sue 3,5 stelle (ma è probabile che sia un errore in difetto, in quanto la recensione è indiscutibilmente molto positiva) e le 4 stelle assegnate da Contactmusic.com e Consequence of Sound. Infine, è stato nominato dalla rivista MusicBox come miglior album dell'anno.
Anche in Italia l'album ha ricevuto critiche sostanzialmente molto positive: infatti, il sito Discoclub65.it lo ha definito "(...) sbalorditivo, un capolavoro che raccoglierà consensi dei media di tutto il mondo (già se ne parla come del nuovo 'Yellow Brick Road')", mentre la rivista Jam gli ha attribuito 4 stelle (definendolo "Una fusione eccitante di due concezioni musicali differenti, l'inglese e l'americana"), così come pure il Venerdì di Repubblica. Altre recensioni favorevoli sono arrivate da Il Giornale ("È un gran disco, che unisce i generi dribblando il pop di facile ascolto") e dai siti Xtm.it ("Il disco è bello, la produzione superba riesce a dargli una caratterizzazione unica. Attenzione: potrebbe non piacervi al primo ascolto, ma ad ogni ascolto successivo rischiate di innamorarvi di un disco, che seppur privo di novità, porta la musica che già conosciamo a livelli altissimi (...). Sicuramente la migliore musica di Elton da anni") e Ilsussidiario.net ("(...) un disco di purissimo country soul. Si chiama 'The Union', l'unione, ed è un tuffo nel passato ma con la freschezza di chi ha ancora il cuore spalancato alle gioie della musica"), oltre che dai database di Rockol.it, Menstyle.it, Musicalnews.com e Discoclub.myblog.it.

## Accoglienza del pubblico
The Union è stato stampato in un formato CD contenente 14 tracce (escludendo quindi i due brani My Kind of Hell e Mandalay Again), sicuramente per ragioni di compatibilità con il pubblico casuale (che avrebbe avuto maggiori difficoltà a "digerire" 16 brani al posto di 14); comunque, le due tracce bonus si possono trovare nell'edizione Deluxe del disco (dove occupano rispettivamente la tredicesima e la quattordicesima posizione, a maggior sostegno dell'ipotesi secondo la quale siano state eliminate solo per una ragione strettamente commerciale e non ai fini del concept), comprendente anche un DVD (precisamente, un'anteprima di 6 minuti del documentario di Crowe previsto per l'anno seguente). L'album, in più, è stato pubblicato come doppio vinile (e anche in questo formato comprende 16 brani).
Il pubblico statunitense, inaspettatamente, ha gradito molto il nuovo prodotto di Elton (complici la presenza e la vicenda russelliana, la massiccia promozione e il concept tipicamente americano), nonostante i deludenti riscontri commerciali degli ultimi dischi: The Union, infatti, ha debuttato nella classifica di Billboard alla #3 (erano 34 anni, dall'epoca di Blue Moves, che la rockstar non raggiungeva un simile risultato) e ha raggiunto la #2 nella Billboard rock chart. Anche in Canada ha avuto un buon successo (#7), mentre nel Regno Unito si è posizionato alla #12 (in Inghilterra il singolo If It Wasn't for Bad si è però posizionato alla #194). Nel resto dell'Europa, il disco ha conseguito ottimi risultati in Norvegia (#5), ma per il resto, a parte una #14 in Croazia e una #15 in Danimarca e in Russia, non ha riscosso particolare successo, in linea con gli ultimi album di Elton (#27 in Svizzera, #28 in Austria, #51 in Francia, #60 nei Paesi Bassi, #23 in Germania, #66 nelle Fiandre, #91 in Vallonia, #24 in Svezia, #30 in Spagna e #61 in Grecia). In Asia, The Union ha conseguito una #5 in Israele, una #11 a Taiwan, una #12 in Corea del Sud e una #33 a Hong Kong, mentre in Oceania si è posizionato alla #28 in Australia e alla #24 in Nuova Zelanda. In Brasile ha debuttato direttamente alla #11, qualificandosi come la migliore nuova entrata della settimana (oltre ad aver poi conseguito una #7); in Medio Oriente, si è posizionato alla #7 in Egitto, alla #7 in Giordania e alla #14 negli Emirati Arabi Uniti.
In Italia, invece, dove è uscito il 26 ottobre, ha raggiunto la #28.

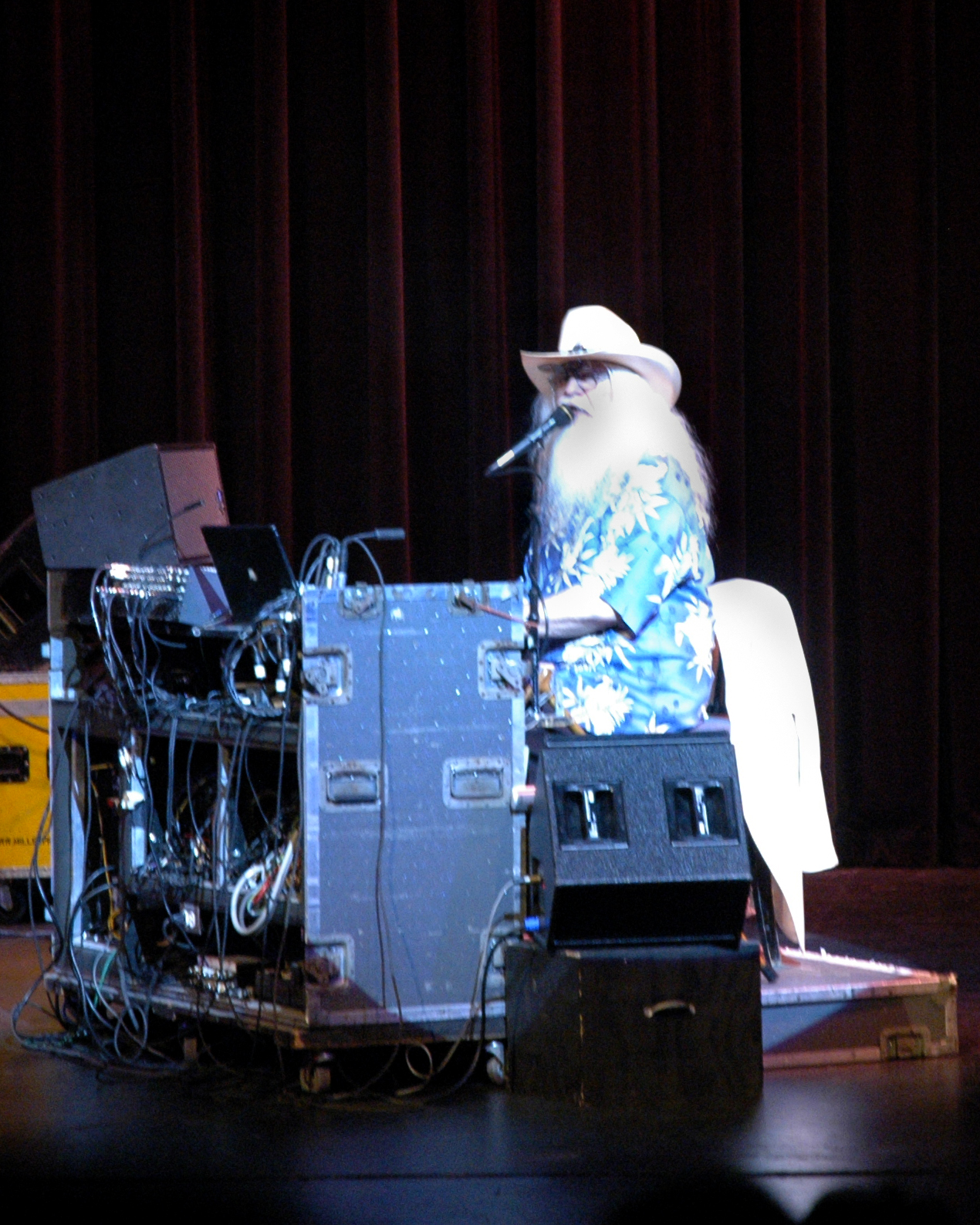
Leon Russell in concerto

I non brillanti risultati ottenuti in alcuni Paesi del mondo, nonostante le calorose recensioni della critica, sono probabilmente dovuti ad una promozione effettivamente inesistente e al fatto che l'album sia un disco dai suoni classici e ricercati, prettamente "americani" e per nulla commerciali. In ogni caso, è andato molto meglio rispetto a Peachtree Road e The Captain & the Kid (come dimostrano la #9 nella World chart e la #19 nella European Top 100 Albums chart) e ha riportato Elton e Leon nelle Top20 di molte classifiche, soprattutto di quella statunitense (la più rilevante da un punto di vista prettamente discografico); nel Regno Unito è stato anche certificato silver (con 60 000 copie vendute). Inoltre, ha ottenuto una nomination come album dell'anno per i Grammys del 2011 (ha ricevuto una nomination anche If It Wasn't for Bad, nella categoria "Best Pop Collaboration With Vocals").

## Tracce
Tutti i brani, salvo dove indicato diversamente, sono stati composti da Elton John e Bernie Taupin.

### Edizione Deluxe, doppio LP
1. If It Wasn't for Bad (Leon Russell) – 3:43
2. Eight Hundred Dollar Shoes – 3:23
3. Hey Ahab – 5:39
4. Gone to Shiloh – 4:50
5. Hearts Have Turned to Stone (Leon Russell) – 3:47
6. Jimmie Rodgers' Dream (Elton John, Bernie Taupin, T-Bone Burnett) – 3:34
7. There's No Tomorrow (Elton John, Leon Russell, James Timothy Shaw, T-Bone Burnett) – 3:45
8. Monkey Suit – 4:46
9. The Best Part of the Day – 4:45
10. A Dream Come True (Elton John, Leon Russell) – 5:07
11. I Should Have Sent Roses (Leon Russell, Bernie Taupin) – 5:21
12. When Love Is Dying – 4:51
13. My Kind of Hell – 3:16
14. Mandalay Again – 4:54
15. Never Too Old (to Hold Somebody) – 4:58
16. The Hands of Angels (Leon Russell) – 4:43

### CD standard
1. If It Wasn't for Bad (Leon Russell) – 3:43
2. Eight Hundred Dollar Shoes – 3:23
3. Hey Ahab – 5:39
4. Gone to Shiloh – 4:50
5. Jimmie Rodgers' Dream (Elton John, Bernie Taupin, T-Bone Burnett) – 3:34
6. There's No Tomorrow (Elton John, Leon Russell, James Timothy Shaw, T-Bone Burnett) – 3:45
7. Monkey Suit – 4:46
8. The Best Part of the Day – 4:45
9. A Dream Come True (Elton John, Leon Russell) – 5:07
10. When Love Is Dying – 4:51
11. I Should Have Sent Roses (Leon Russell, Bernie Taupin) – 5:21
12. Hearts Have Turned to Stone (Leon Russell) – 3:47
13. Never Too Old (to Hold Somebody) – 4:58
14. The Hands of Angels (Leon Russell) – 4:43

## Formazione generale
- Elton John: pianoforte, voce, cori
- Leon Russell: pianoforte, voce, cori, arrangiamento e direzione dei cori
- Neil Young: voce (esclusivamente in Gone to Shiloh)
- Brian Wilson: cori e arrangiamento dei cori (esclusivamente in When Love Is Dying)
- T-Bone Burnett: produzione, chitarra elettrica
- Jim Keltner: batteria, percussioni
- Jay Bellerose: batteria, percussioni
- Russ Paul: chitarra pedal steel
- Robert Randolph: chitarra pedal steel
- Marc Ribot: chitarre
- Doyle Bramhall: chitarra
- Keefus Ciancia: tastiere
- Martin Grebb: tastiere
- Mike Compton: mandolino
- Jason Wormer: dulcimer, battito di mani
- Dennis Crouch: contrabbasso
- Don Was: basso
- Drew Lambert: basso
- Booker T. Jones: B3
- Mike Piersante: tamburello basco, battito di mani
- Kyle Ford: battito di mani
- Debra Dobkin: beaded gourd
- Sezione fiati:
  - Joe Sublett: sassofono
  - Tom Peterson: sassofono
  - Jim GasPipe Thompson: sassofono
  - Ira Nepus: trombone
  - George Bohanon: trombone, corno
  - William Roper: tuba
  - Maurice Spears: trombone
  - Darrell Leonard: tromba, arrangiamento e direzione dei fiati
- Bill Maxwell: arrangiamento e direzione dei cori
- Bill Cantos: cori
- Alfie Silas Durio: cori
- Jean Witherspoon: cori
- Judith Hill: cori
- Louis Pardini: cori
- Jason Scheff: cori
- Tata Vega: cori
- Tanya Balam: cori
- Kellye Huff: cori
- Perry Morgan: cori
- Tiffany Smith: cori
- Rose Stone: cori, tamburello basco